# Ex cattedrale di Maria Santissima Assunta (Troina)
L'ex cattedrale di Maria Santissima Assunta è il principale luogo di culto della città di Troina, già sede dell'antica diocesi di Troina. Dopo la sua costruzione, nel 1082 la chiesa madre fu elevata a cattedrale fino a quando la sede vescovile venne spostata a Messina.
La chiesa "primogenita e prediletta del gran conte", nonché prima cattedrale normanna della Sicilia e chiesa palatina, dopo il dominio arabo, fu voluta da Ruggero I, per ringraziare l'Assunta in seguito alla vittoria contro gli arabi, per avere conquistato la città liberandola dal dominio saraceno.
Nel 1088 ospitò papa Urbano II, per gettare le basi con Ruggero I d'Altavilla, dell'Apostolica Legazia di Sicilia, e inoltre celebrò messa e consacrò la sede.
Nonostante la chiesa madre non sia più sede vescovile, mantiene comunque, formalmente, il titolo di cattedrale.

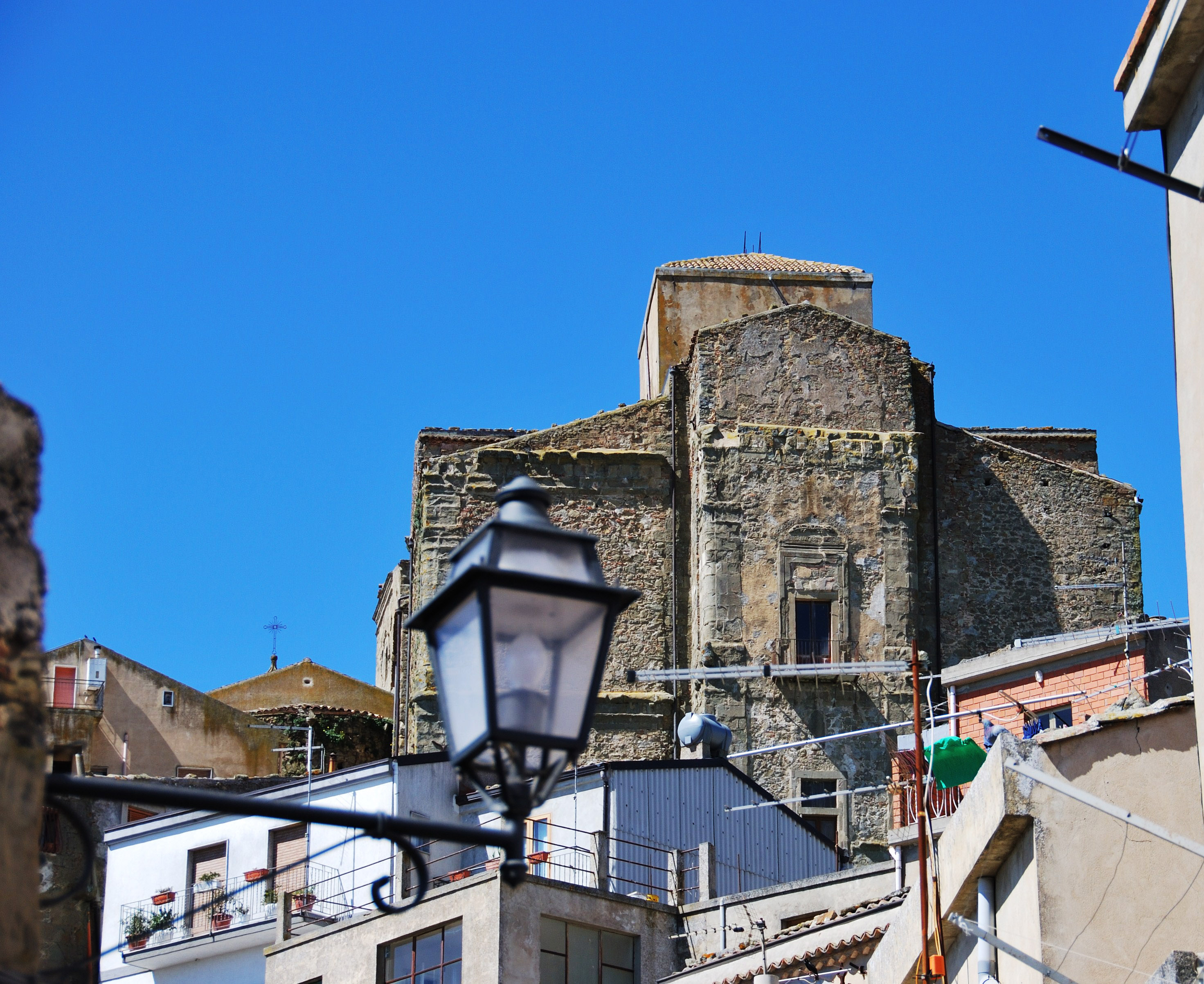
Absidi

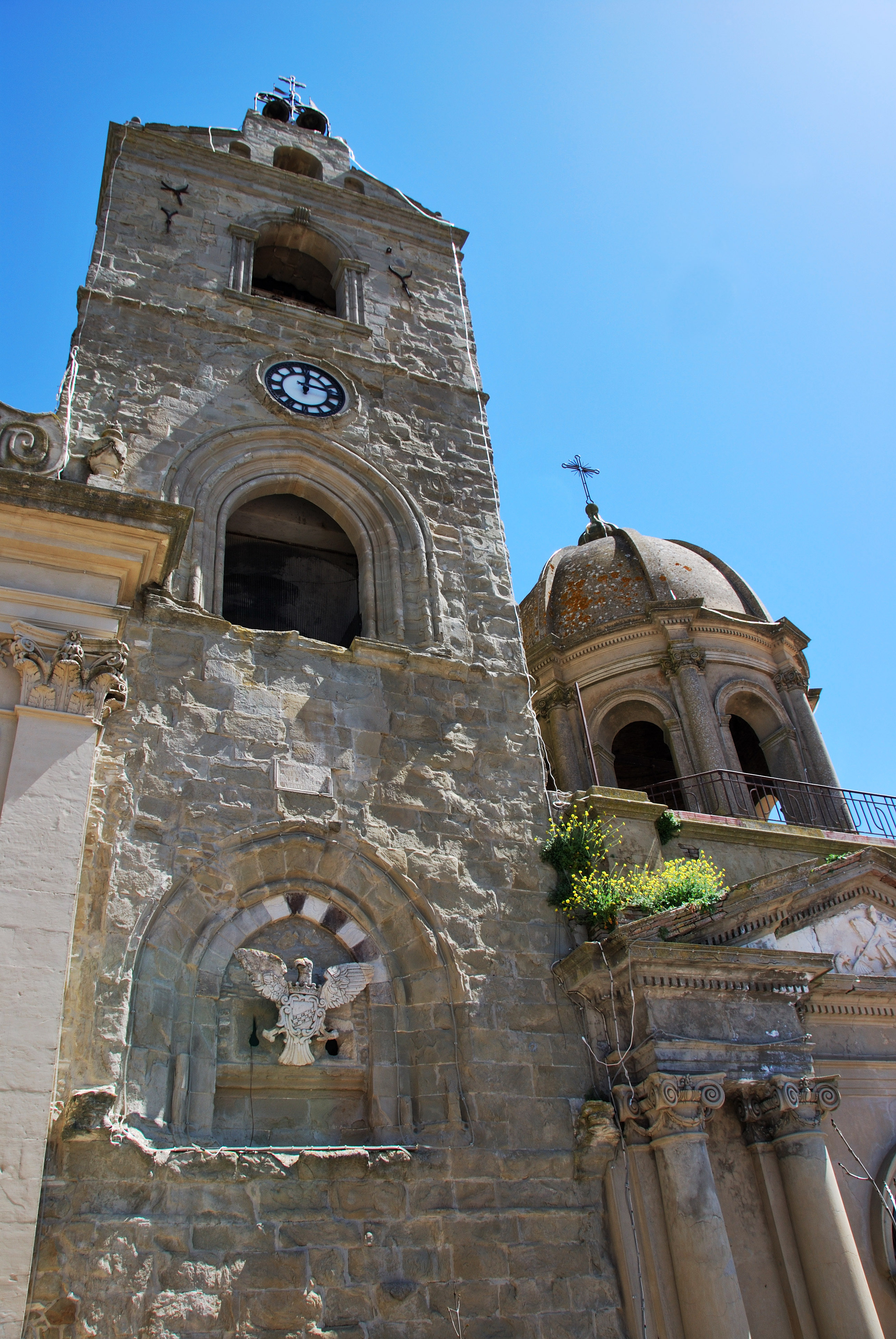
Torre

## Storia

### Epoca normanna
Nel 1060 la cittadina di Troina fu scelta dal Gran Conte Ruggero per la conquista dell'isola come roccaforte fra le montagne che dominano le ampie vallate circostanti, con l'intento di proteggere le istituzioni in essa insediate prima soggette alle frequenti incursioni e occupazioni saracene.
Riconquistata nel 1062 ed eletta nel 1080 capitale comitale per il ruolo ricoperto durante la fase di conquista, l'«urbs Trayna felix» fu sede della prima cattedrale normanna di Sicilia costruita dal Gran Conte Ruggero dedicata alla Vergine nominando vescovo il normanno Roberto, e della rispettiva diocesi.
L'amministrazione ecclesiastica si estendeva su un vasto territorio che comprendeva «l'area dei Peloritani, Nebrodi e delle Madonie, da Messina alla stessa Troina fino a Taormina da un lato e da Rametta, Milazzo, Sinagra, Naso, San Marco d'Alunzio, Mistretta a Gagliano Castelferrato, Sperlinga, Tusa, Geraci Siculo, Petralia Soprana e Petralia Sottana, Polizzi Generosa, Cefalù, Collesano, Caltavuturo, Sclafani Bagni».
La costruzione dell'impianto normanno si fa risalire al 1061, la chiesa doveva presentarsi come un connubio di elementi militari e religiosi, divisa in tre navate con absidi semicircolari. L'abate Rocco Pirri documenta la permanenza della cattedra vescovile presso Troina fino al 1090, termine entro il quale è ristabilita la sede di Messina.

### Epoca aragonese
Nella ristrutturazione quattrocentesca le absidi semicircolari scomparvero e fu ristretto l'impianto delle tre navate.

### Epoca borbonica
L'accresciuta popolazione del comprensorio indusse il sovrano Ferdinando I delle Due Sicilie a concordare con papa Pio VII la definizione di una nuova sede vescovile. La città di Nicosia la spuntò sul ripristino della diocesi di Troina; ebbe un ruolo importante nella valutazione Raffaele Mormile, arcivescovo di Palermo.
1785 - 1927. Le date incise sull'architrave documentano l'anno di ricostruzione del prospetto interamente rifatto con conci squadrati di calcare bianco e l'anno relativo agli ultimi restauri.

### Epoca contemporanea
- 1 - 6 agosto 1943, Battaglia di Troina. Bombardamento.

## Architettura
Ciclo di sei dipinti di Giuseppe Velasco.
Sono documentati 11 altari:
- Cappellone: altare maggiore.[6] Organo e coro ligneo.
- Absidiola: Cappella del Santissimo Sacramento.[6]
- Absidiola: Cappella di San Silvestro. Compatrono della città. Ambiente patrocinato dalla omonima confraternita.[6]
- Altare del Santissimo Crocifisso.[6]
- Altare della Beata Vergine, ambiente patrocinato dalla famiglia Polizzi.[6]
- Altare di San Michele Arcangelo, ambiente patrocinato dalla famiglia Napoli.[6]
- Altare di San Marco Evangelista. Statua raffigurante San Marco Evangelista proveniente dalla chiesa eponima.[6]
- Altare di Santa Maria Assunta.[6]
- Altare di San Giuseppe.[6]
- Altare del Santissimo Rosario.[6]
- Altare dell'Angelo Custode.[6]

## Confraternita di San Silvestro
Sodalizio documentato, attestato presso l'altare eponimo.

## Oratorio dei Bianchi
Ambiente altrimenti noto come Oratorio del Santissimo Sacramento.
In questo ambiente Papa Urbano II celebrò la Messa nel 1088 in occasione della sua visita a Troina. Ruggero ospitò il Pontefice per rassicurarlo circa l'aiuto militare necessario a sopraffare l'Antipapa Clemente III e definire i primi accordi sulla "Apostolica Legazia", perfezionati ufficialmente a Salerno nel 1098. Con tale privilegio il Papa riconobbe a Ruggero, e ai suoi successori, il titolo di Legato Pontificio in Sicilia con la facoltà di designare i vescovi isolani e di fissare i confini delle loro diocesi.
A ricordo si conserva la predella dell'altare su cui Urbano II celebrò la Santa Messa.
Sede concessa all'Arciconfraternita dei Bianchi verso al fine del XVI secolo.

## Cripta
Colatoi e Cripta dei Poveri.

## Chiesa di San Giorgio
Il tempio nasce come cappella dell'adiacente monastero femminile dell'Ordine benedettino sotto il titolo di San Giorgio, istituzione al presente non più esistente. La chiesa ha impianto ad unica navata, adiacente all'ex cattedrale.